# Estudos da branquitude
Os estudos da branquitude referem-se a uma área interdisciplinar de pesquisa, iniciada nos Estados Unidos, acerca das estruturas que produzem o privilégio branco  e do que é a branquitude quando analisada como raça, cultura e fonte de racismo sistêmico. Os  estudos da branquitude  também incluem outros fenômenos gerados por composições sociais, percepções e comportamentos de grupo das pessoas brancas. Uma campo interdisciplinar de investigação que se desenvolveu nos Estados Unidos a partir de estudos do lixo branco e estudos raciais críticos, particularmente desde o final do século XX. Estudos de branquitude têm como foco quais proponentes descrevem o homem branco tais como  aspectos culturais, históricos e sociológicos das pessoas que se identificam como tal, e a construção social da branquitude como uma ideologia ligada ao status social.
Os pioneiros no campo incluem: WEB Du Bois ("Jefferson Davis as a Representative of Civilization", 1890; Darkwater, 1920), James Baldwin (The Fire Next Time, 1963), Theodore W. Allen (The Invention of the White Race, 1976, expandido em 1995), Ruth Frankenberg (White Women, Race Matters: The Social Construction of Whiteness, 1993), a autora e crítica literária Toni Morrison (Playing in the Dark: Whiteness and the Literary Imagination, 1992) e o historiador David Roediger (The Wages of Whiteness, 1991).
Em meados da década de 1990, vários trabalhos, em muitas disciplinas, analisaram questões ligadas à ideia de branquitude, e desde então o tema se tornou um tópico para cursos acadêmicos, pesquisas e antologias. Alguns programas associam o desmantelamento da supremacia branca como um objetivo declarado na compreensão da branquitude, enquanto outras fontes veem o campo de estudo como essencialmente educacional e exploratório, questionando, entre outras coisas, a objetividade de obras produzidas em esferas intelectuais dominadas por estudiosos brancos.
Um princípio central dos estudos da branquitude é uma leitura da História e seus efeitos no present,e inspirada no pós-modernismo e no historicismo, nos quais o próprio conceito de superioridade racial foi construído socialmente para justificar a discriminação contra os não-brancos. Desde o século XIX, alguns escritores têm argumentado que os significados fenotípicos atribuídos a raças específicas não têm associação biológica, e que raça não é, portanto, um conceito biológico válido. Muitos cientistas demonstraram que as teorias raciais são baseadas em um agrupamento arbitrário de categorias e costumes fenotípicos e podem ignorar o problema das gradações entre as categorias. Thomas K. Nakayama e Robert L. Krizek escrevem sobre a branquitude como uma retórica estratégica, afirmando, no ensaio "Brancura: uma retórica estratégica", que a branquitude é um produto da formação discursiva e de uma construção retórica. Nakayama e Krizek escrevem: "não há 'verdadeira essência' para a 'branquitude': existem apenas construções historicamente contingentes dessa localização social". Nakayama e Krizek também sugerem que, ao nomear a branquitude alguém denuncia sua centralidade e revela sua posição central invisível. Branquitude é considerada normal e neutra, portanto, nomear branquitude significa que se identifica a branquitude como uma construção retórica, que pode ser dissecada para desenterrar seus valores e crenças.
As principais áreas de pesquisa em estudos da branquitude, incluem a natureza do privilégio branco e da identidade branca, o processo histórico pelo qual uma identidade racial branca foi criada, a relação da cultura com a identidade branca e possíveis processos de mudança social à medida que afetam a identidade branca.

## Definições de branquitude
Zeus Leonardo define a branquitude como "um discurso racial, enquanto a categoria 'brancos' representa uma identidade socialmente construída, geralmente baseada na cor da pele". Steve Garner observa que "a brancura não tem significado consensual estável" e que "os significados atribuídos a 'raça' são sempre específicos de tempo e lugar, parte de cada regime racial nacional".

## Desenvolvimento do campo
Pode-se dizer que os estudos sobre a brancura como uma identidade única começaram entre os negros, que precisavam entender a brancura para sobreviver, particularmente em sociedades escravistas como as colônias americanas e os Estados Unidos. Um tema importante nesta literatura é, para além da "invisibilidade" geral dos negros para os brancos, a relutância dos brancos em considerar que os negros os estudam antropologicamente. O autor americano James Weldon Johnson escreveu em seu romance de 1912 A Autobiografia de um Ex-Homem de Cor que "os negros deste país conhecem e entendem os brancos melhor do que os brancos os conhecem e entendem". O autor James Baldwin escreveu e falou extensivamente sobre a brancura, definindo-a como um problema social central e insistindo que era uma escolha, não uma identidade biológica. Em The Fire Next Time (1963), um livro de não ficção sobre relações raciais nos Estados Unidos, Baldwin sugere que
"Os brancos neste país terão o suficiente para aprender a aceitar e amar a si mesmos e uns aos outros, e quando eles conseguirem isso - o que não será amanhã e pode muito bem ser nunca - o problema do negro não existirá mais, pois não será mais necessário".
Uma importante teoria negra da branquitude conecta esse grupo de identidade com atos de terrorismo—isto é, escravidão, estupro, tortura e linchamento—contra negros, que foram tratados como subumanos.
Acadêmicos brancos nos Estados Unidos e no Reino Unido (UK) começaram a estudar a branquitude já em 1983, criando uma disciplina chamada "estudos de brancura". As "guerras canônicas" do final dos anos 1980 e 1990, um termo que se refere à controvérsia política sobre a centralidade dos autores e perspectivas brancas na cultura dos Estados Unidos, levou a estudiosa Shelley Fisher Fishkin a perguntar "como a construção imaginativa da 'brancura' moldou a literatura americana e a história americana".:430 O campo desenvolveu um grande corpo de trabalho durante o início dos anos 1990, que, de acordo com Fishkin, se estende pelas disciplinas de "crítica literária, história, estudos culturais, sociologia, antropologia, cultura popular, estudos de comunicação, história da música, história da arte, dança história, estudos de humor, filosofia, linguística e folclore".
Em 2004, de acordo com o The Washington Post, pelo menos 30 instituições nos Estados Unidos, incluindo a Princeton University, a University of California em Los Angeles, a University of New Mexico e a University of Massachusetts Amherst oferecem, ou ofereceram, cursos em estudos de brancura . Os estudos da branquitude de muitas vezes se sobrepõem à teoria pós-colonial, ao estudo do orientalismo e à educação anti-racista.
Uma contribuição para o campo é Searching for Whitopia: An Improbable Journey to the Heart of White America, de Rich Benjamin. O livro examina as crenças sociais brancas e a ansiedade branca nos Estados Unidos contemporâneos, no contexto de uma enorme mudança demográfica, cultural e social. O livro explica como o privilégio e a segregação dos brancos podem florescer, mesmo na ausência de animus racial explícito.
Outra contribuição para os estudos de branquitude é White Innocence: Paradoxes of Colonialism and Race, de Gloria Wekker, que discute a imutabilidade e fluidez da identidade branca e sua relação com a inocência no contexto da Holanda pós-colonial na primeira década do século XXI. Na análise de Wekker, o processo de separação do holandês do 'outro' é facilitado por meio do tom de pele e de práticas religiosas não cristãs. Segundo Wekker, o processo de racialização está reservado a grupos de imigrantes de meados ao final do século XX (muçulmanos, surinameses negros, antilhanos negros), como forma de delinear grupos fora das normas imutáveis construídas pela sociedade holandesa.

## Áreas de estudo

### Branquitude
Os estudos de branquidade baseiam-se em pesquisas sobre a definição de raça, originadas nos Estados Unidos, mas aplicadas à estratificação racial em todo o mundo. Esta pesquisa enfatiza a construção social historicamente recente da identidade branca. Conforme afirmado por WEB Du Bois em 1920: "A descoberta de uma brancura pessoal entre os povos do mundo é uma coisa muito moderna - uma questão dos séculos XIX e XX, na verdade." A disciplina examina como as identidades branca, nativa e africana / negra emergiram em interação com as instituições da escravidão, assentamento colonial, cidadania e trabalho industrial. Estudiosos como Winthrop Jordan traçaram a evolução da linha legalmente definida entre negros e brancos, até os esforços do governo colonial para prevenir revoltas raciais entre trabalhadores não pagos.
A professora de Princeton Nell Irvin Painter, em seu livro de 2010 The History of White People, diz que a ideia de branquitude não é apenas uma questão de biologia, mas também inclui "conceitos de trabalho, gênero, classe e imagens de beleza pessoal".(p. xi) As primeiras sociedades europeias, incluindo os gregos e romanos, não tinham conceito de raça e classificavam as pessoas por etnia e classe social, com a classe mais baixa sendo os escravos, a maioria dos quais eram de origem europeia.(p. xi) A ciência racial, desenvolvida na Europa nos anos 1800, incluiu intensa análise de diferentes grupos de europeus, que foram classificados como pertencentes a três ou quatro raças diferentes, sendo a mais admirável a do norte da Europa (pp. 215 – 6) Desde os primeiros dias dos Estados Unidos, a branquitude era um critério para a plena cidadania e aceitação na sociedade, e a definição americana evoluiu com o tempo: inicialmente, grupos como judeus e europeus do sul não eram considerados brancos, mas, à medida que a cor da pele se tornou o critério principal, foram gradativamente aceitos. Painter argumenta que no século XXI a definição de braquitude, ou mais precisamente, a definição de 'não negro', continuou a se expandir, de modo que agora "O escuro da pele que por acaso é rico ... e a luz da pele de qualquer (origem racial) que são bonitas, agora estão no caminho certo para a inclusão” (pp. 389 – 90).
O acadêmico Joseph Pugliese está entre os escritores que aplicaram os estudos de branquitude a um contexto australiano, discutindo as maneiras como os aborígenes australianos foram marginalizados na esteira da colonização europeia, quando a branquitude passou a ser definida como central para a identidade australiana, diminuindo a identidade aborígine durante o processo. Pugliese discute a política da Austrália Branca do século XX como uma tentativa consciente de preservar a 'pureza' branca na sociedade australiana. Da mesma forma, Stefanie Affeldt considera a branquitude "um conceito ainda não totalmente desenvolvido na época em que os primeiros presidiários e colonos chegaram" que, como relação social, teve que ser negociada e foi impulsionada em particular pelo movimento operário. Eventualmente, com a Federação da Austrália, "[superando] diferenças sociais, a participação compartilhada na 'raça branca' foi o catalisador para a consolidação das colônias como a Comunidade da Austrália".

### Reação branca
Reação branca ou raiva branca (white backlash, white rage) em associação com, ou como consequência, da branquitude é uma área de investigação nesses  estudos. O sociólogo Matthew Hughey descreveu esse exame da reação de base racial dentro de seu contexto histórico; "Outra abordagem para o estudo da brancura centra-se na 'reação' branca contra os avanços nascidos do movimento pelos direitos civis."
A cientista política Danielle Allen analisou o cruzamento da branquitude com as mudanças demográficas norte-americanas, afirmando como elas podem "provocar resistência daqueles cujo bem-estar, status e autoestima estão ligados a privilégios históricos da branquitude". Discutindo o método dessa resistência, Veronica Strong-Boag, em co-edição de Rethinking Canada: The Promise of Women's History explora como a reação dos brancos no Canadá tenta enquadrar a defesa dos interesses dos brancos como uma "defesa da identidade nacional", ao invés de uma reconhecimento da ação política da branquitude.
O acadêmico George Yancy explorou a resposta da sociedade à perda percebida de privilégio racial em seu livro Backlash de 2018, como sendo reações derivadas da branquitude que flutuam entre o conceito de fragilidade branca de Robin DiAngelo, versus as reações adversas mais extremas ao longo da história.

### Educação branca
O estudo da educação branca e sua intersecção com a branquitude é uma área contínua de pesquisa nos estudos da branquitude. A investigação acadêmica tem criticado a educação derivada de brancos como inevitavelmente em benefício, organizada e orientada para os brancos. Horace Mann Bond foi um dos primeiros estudiosos a identificar preconceitos e privilégios operando em sistemas educacionais brancos. Bond criticou as sugestões que os afro-americanos não eram inteligentes o suficiente para participar das mesmas escolas que os americanos brancos e fez campanha contra os pedidos de testes de alfabetização para sufrágio, desafiando o Manifesto do Sul e identificando o preconceito em financiar a educação branca, ao invés do financiamento universal, mesmo dentro do movimento reformista por escolas não segregadas.
A branquitude e o privilégio continuaram na educação dos Estados Unidos depois que as leis Jim Crow e a ideologia segregacionista perderam sua legitimidade em razão de falhas legais e políticas. Os discursos de privacidade e individualismo mascaram o medo branco e as novas formas de exclusão na educação contemporânea, de acordo com o estudioso Charles R. Lawrence III.

### Identidade branca
Analisar a branquitude para forjar novos entendimentos da identidade branca tem sido um campo de exploração para acadêmicos desde as publicações que fundaram amplamente os estudos modernos de branquitude em meados da década de 1990. Ao explorar as obras de Ruth Frankenberg e seu uso intercambiável dos dois conceitos, a separação foi examinada por estudiosos que tentaram "separar-se um do outro" intelectualmente.
O sociólogo Howard Winant, favorecendo um estudo desconstrucionista (em vez de abolicionista) da brancura, sugere que essa metodologia pode ajudar a redefinir e reorientar a compreensão da identidade branca. No exame biológico, os estudos da brancura procuraram expor como "a identidade branca não é pura nem imutável - que sua genealogia é mista", a fim de desenterrar preconceitos dentro da identidade racial branca.

### Privilégio branco
Em 1965, com base em ideias de Du Bois e inspirado pelo Movimento dos Direitos Civis, Theodore W. Allen começou uma análise de 40 anos do "privilégio da pele branca", do privilégio da "raça branca" e do privilégio "branco". Em um artigo que ele redigiu para o Comitê de Comemoração John Brown, ele pediu que "os americanos brancos que desejam o governo do povo e pelo povo", comecem por "primeiro repudiar seus privilégios de pele branca". De 1967 a 1969, várias versões do panfleto "White Blindspot", contendo peças de Allen e Noel Ignatin (Noel Ignatiev), focaram na luta contra o "privilégio da pele branca" e influenciaram significativamente os Estudantes por uma Sociedade Democrática (SDS) e setores da Nova Esquerda. Em 15 de junho de 1969, o The New York Times estava relatando que o National Office of SDS estava pedindo "uma luta total contra os 'privilégios da pele branca'".
Em 1974-1975, Allen estendeu sua análise de 'privilégio branc'", opressão racial e controle social para o período colonial com sua inovadora Class Struggle and the Origin of Racial Slavery: The Invention of the White Race (Luta de classes e a origem da escravidão racial: a invenção da raça branca, em português). Mais tarde, com pesquisas contínuas, ele desenvolveu suas ideias em seu seminal de dois volumes, The Invention of the White Race, publicado em 1994 e 1997.
Por quase quarenta anos, Allen ofereceu uma análise histórica detalhada da origem, manutenção e funcionamento do 'privilégio da pele branca' e do 'privilégio dos brancos' em escritos como: White Supremacy in US History (1973); Luta de classes e a origem da escravidão racial: a invenção da raça branca (1975); A invenção da raça branca, vol. 1: Racial Oppression and Social Control (1994, 2012); A invenção da raça branca, vol. 2: A Origem da Opressão Racial na Anglo-América (1997, 2012); Resumo do argumento da 'invenção da raça branca'" Partes 1 e 2 (1998); Em defesa de ações afirmativas na política de emprego (1998); Raça e Etnia: História e o Censo de 2000" (1999); e On Roediger's Wages of Whiteness (edição revisada)".
Em seu trabalho histórico, Allen afirmou que:
- a raça branca foi inventada como uma formação de controle social da classe dominante nas colônias de plantation anglo-americanas do final do século XVII / início do século XVIII (principalmente Virgínia e Maryland);
- no centro desse processo estava a burguesia de plantation da classe dominante conferindo privilégios de raça branca aos trabalhadores europeu-americanos;
- esses privilégios não eram apenas contra os interesses dos afro-americanos, eram também "venenos" e "ruinosos", um anzol com isca, para os interesses de classe dos trabalhadores;
- a supremacia branca, reforçada pelo privilégio da pele branca, tem sido o principal retardador da consciência da classe trabalhadora nos Estados Unidos; e
- a luta por uma mudança social radical deve direcionar os esforços principais para desafiar a supremacia branca e os privilégios da pele branca.[47] :pp. 10–11, 34 O trabalho de Allen influenciou Students for a Democratic Society (SDS) e setores da nova esquerda e abriu caminho para o privilégio branco, raça como construção social e estudos da branquitude. Ele também levantou questões importantes sobre os desenvolvimentos nessas áreas e evitou usar o termo whiteness, usando aspas quando o fez.[56] :pp. 8, 78 n. 187, 80–89

Laura Pulido escreve sobre a relação do privilégio branco com o racismo.
"Privilégio branco [é] uma forma altamente estrutural e espacial de racismo... Eu sugiro que os processos históricos de suburbanização e descentralização são instâncias de privilégio branco e contribuíram para os padrões contemporâneos de racismo ambiental".
Pulido define o racismo ambiental como "a ideia de que os não brancos são desproporcionalmente expostos à poluição"..
Escritores como Peggy McIntosh dizem que vantagens sociais, políticas e culturais são concedidas aos brancos na sociedade global. Ela argumenta que essas vantagens parecem invisíveis para os brancos, mas óbvias para os não-brancos e que os brancos utilizam sua brancura, consciente ou inconscientemente, como uma estrutura para classificar as pessoas e compreender suas localizações sociais. Além disso, embora muitos brancos entendam que a brancura está associada a privilégios, eles não reconhecem seu privilégio porque se consideram medianos e não racistas. Essencialmente, a brancura é invisível para os brancos.

Por exemplo,
"Acho que os brancos são ensinados cuidadosamente a não reconhecer os privilégios dos brancos, assim como os homens são ensinados a não reconhecer os privilégios dos homens . Portanto, comecei de maneira intocada a perguntar como é ter o privilégio dos brancos. Passei a ver o privilégio branco como um pacote invisível de bens não adquiridos que posso contar com o dinheiro a cada dia, mas sobre os quais eu deveria permanecer alheio" (188).
McIntosh pede que os americanos reconheçam o privilégio dos brancos para que possam alcançar a igualdade de maneira mais eficaz na sociedade americana. Ela argumenta,
"Para redesenhar os sistemas sociais, precisamos primeiro reconhecer suas dimensões colossais invisíveis. Os silêncios e negações em torno do privilégio são a principal ferramenta política aqui. Eles mantêm o pensamento sobre igualdade ou equidade incompleto, protegendo vantagens imerecidas e dominância conferida, tornando esses assuntos tabu" (192).
O privilégio dos brancos também está relacionado à culpa dos brancos. Como Shannon Jackson escreve no artigo White Noises: On Performing White, On Writing Performance (1998) "A retórica da culpa branca é cansativa, clichê, insincera e em toda parte. E agora que o estereótipo do 'branco culpado' está quase arraigado em sua negatividade como 'o branco racista', as pessoas tentam ativamente se desidentificar de ambos".

### Mudança de branco
Mudança ou declínio racial branco, que foi abreviado para a expressão whiteshift, e sua interseção ou conexão com a brancura, tem sido uma fonte de estudo e pesquisa acadêmica no campo dos estudos da branquitude. Em relação ao declínio demográfico dos brancos, o fenômeno foi analisado como produzindo "uma rearticulação formal da branquidade como uma categoria social" em relação à política baseada no medo com os EUA. O acadêmico Vron Ware examinou esse elemento baseado no medo, na sociologia do ressentimento e sua interseção com a classe e a branquitude. Ware analisou como o declínio dos brancos e seu retrato na mídia britânica facilitou uma cultura de vítima ou reclamação, particularmente entre as comunidades brancas da classe trabalhadora britânica.
O cientista político Charles King propôs que, no contexto do declínio numérico dos americanos brancos, a brancura é progressivamente revelada como sendo impulsionada pelo poder social, ao invés da biologia.

## Estudos críticos de branquitude
Um desdobramento da teoria crítica da raça, os teóricos dos estudos críticos da branquitude procuram examinar a construção e as implicações morais da brancura, a fim de revelar e desconstruir suas ligações assumidas com o privilégio branco e a supremacia branca. Barbara Applebaum o define como o "campo da bolsa de estudos cujo objetivo é revelar as estruturas invisíveis que produzem e reproduzem a supremacia e o privilégio branco", e "pressupõe uma certa concepção de racismo que está ligada à supremacia branca". Anoop Nayak o descreve como sustentado pela crença de que a brancura é "uma invenção moderna [que] mudou ao longo do tempo e do lugar", "uma norma social e se tornou acorrentada a um índice de privilégios não declarados", e que "os laços da brancura ainda podem ser quebrados / desconstruídos para a melhoria da humanidade". Há uma grande sobreposição entre os estudos críticos da branquitude e a teoria crítica da raça, conforme demonstrado pelo foco na construção legal e histórica da identidade branca, e o uso de narrativas (seja discurso jurídico, testemunho ou ficção) como uma ferramenta para expor sistemas de poder racial.

## Branquitude e arquitetura
No início do século XXI, historiadores da arquitetura publicaram estudos relacionados à constituição da branquitude no ambiente construído. Estudos têm lidado com a natureza excludente da profissão de arquiteto, que ergueu barreiras para profissionais não brancos, as maneiras pelas quais arquitetos e designers empregaram motivos, programas de arte e esquemas de cores que refletiam as aspirações dos europeus-americanos e, mais recentemente, com a racialização do espaço. 

## Críticas
Os escritores David Horowitz e Douglas Murray traçam uma distinção entre os estudos da braquitude e outras disciplinas análogas. Escreve Horowitz: "Os estudos dos negros celebram a negritude, os estudos dos chicanos celebram os chicanos, os estudos das mulheres celebram as mulheres e os estudos dos brancos atacam os brancos como maus". Dagmar R. Myslinska, Professora Adjunta de Direito na Fordham University, argumenta que os estudos sobre a branquitude negligenciam a heterogeneidade da experiência dos brancos, seja devido à classe, status de imigrante ou localização geográfica. Alastair Bonnett argumenta que os estudos da branquitude trataram a cultura branca como uma entidade racial homogênea e estável - por exemplo, Bonnett observa que os pesquisadores da branquitude na Grã-Bretanha argumentaram que os britânicos brancos viviam em uma cultura branca homogênea (que Bonnett observou que nunca foi claramente descrito), com os pesquisadores ignorando completamente a diversidade regional da cultura britânica, apesar de terem ampla oportunidade de estudá-la.
Barbara Kay, uma colunista do National Post, criticou duramente os estudos sobre a branquitude, escrevendo que "aponta para um novo nível de vazio moral e aversão civilizacional" e é um exemplo de "pusilanimidade acadêmica". De acordo com Kay, os estudos sobre a branquitude "vão direto ao ponto: é tudo, e apenas, o ódio que os brancos têm por si mesmos".

Kay observou as tendências do campo citando Jeff Hitchcock, cofundador e diretor executivo do Centro para o Estudo da Cultura Branca Americana (CSWAC) que declarou em um discurso de 1998:
Não há crime que a branquitude não tenha cometido contra pessoas de cor... Devemos culpar a branquitude pelos padrões contínuos hoje... que prejudicam e impedem a humanidade de todos nós... Devemos culpar a brancura por padrões contínuos hoje, que negam os direitos daqueles que estão fora da brancura e que danificam e pervertem a humanidade daqueles de nós dentro dela.
Em relação aos estudos de branquitude (WS, white studies em inglês) de forma mais ampla, Kay escreveu:
WS ensina que se você é branco, você é marcado, literalmente na carne, com evidências de um tipo de pecado original. Você pode tentar mitigar sua maldade, mas não pode erradicá-la. O objetivo do WS é consolidar a consciência racial permanente em todos — eterna vitimização para os não brancos, eterna culpa para os brancos — e foi mais famosamente enquadrado pelo guru-chefe dos WS, Noel Ignatiev, ex-professor da Universidade de Harvard ( Ignatiev era um Ph.D. estudante e depois tutor em Harvard, mas nunca professor), agora ensinando no Massachusetts College of Art: "A chave para resolver os problemas sociais de nossa época é abolir a raça branca - em outras palavras, abolir os privilégios da pele branca”.
Além de tais críticas na mídia de massa, os estudos sobre a branquitude tiveram uma recepção mista de acadêmicos de outras áreas. Em 2001, o historiador Eric Arnesen escreveu que "a brancura se tornou uma tela em branco na qual aqueles que afirmam analisá-la podem projetar seus próprios significados" e que o campo "sofre de uma série de falhas metodológicas e conceituais potencialmente fatais". Primeiro, Arnesen escreve que as teses centrais dos estudos de branquitude - que as categorias raciais são construções sociais arbitrárias sem base biológica definida e que alguns americanos brancos se beneficiam da discriminação racista de não-brancos - têm sido sabedoria comum na academia por muitas décadas e dificilmente são tão novo ou controverso quanto os estudiosos dos estudos da branquitude parecem acreditar. Além disso, Arnesen acusa os estudiosos da branquitude de: pensamento desleixado; fazer reivindicações não sustentadas por suas fontes; exagerar as evidências de apoio; e escolher seletivamente para negligenciar informações contrárias.
Ele observa que um dado particular quase totalmente ignorado pelos estudiosos da branquitude é a religião, que desempenhou um papel proeminente nos conflitos entre várias classes americanas. Ele diz que um tipo de "literalismo de palavra-chave" persiste nos estudos de branquitude, onde palavras e frases importantes de fontes primárias são retiradas de seu contexto histórico. A branquitude tem tantas definições diferentes que a palavra é "nada menos do que um alvo móvel". Arnesen observa que os estudiosos da branquitude estão inteiramente na extrema esquerda do espectro político e sugere que sua aparente animosidade contra os americanos brancos se deve em parte ao fato de os trabalhadores brancos não cumprirem as previsões da teoria marxista de que o proletariado superaria a raça, o nacionalism, a classe e as distinções, para unir e derrubar o capitalismo . Ele cita, como exemplo, o posfácio de David Roediger para o seminal Wages of Whiteness, onde afirma que o livro foi escrito como uma reação à "extensão terrível em que os trabalhadores brancos do sexo masculino votaram no Reaganismo na década de 1980". Arnesen argumenta que, na ausência de evidências de apoio, os estudos sobre a braquitude muitas vezes se baseiam na especulação freudiana amadora sobre os motivos dos brancos: "A psicanálise da brancura aqui difere da 'cura pela fala' do freudismo, em parte por negligenciar a fala daqueles que não estudam." Sem um estudo mais preciso, Arnesen escreve que "é hora de aposentar a brancura para categorias históricas e ferramentas analíticas mais precisas".
Em 2002, o historiador Peter Kolchin ofereceu uma avaliação mais positiva e declarou que, na melhor das hipóteses, os estudos da branquitude têm "potencial não realizado" e oferecem um meio novo e valioso de estudar a História. Particularmente, ele elogia os estudos sobre o desenvolvimento do conceito de brancura nos Estados Unidos e observa que a definição e as implicações de uma identidade racial branca mudaram ao longo das décadas. Ainda assim, Kolchin descreve uma "sensação persistente de desconforto" com certos aspectos dos estudos de branquitude. Não existe uma definição consensual de brancura e, portanto, a palavra é usada de maneiras vagas e contraditórias, com alguns estudiosos até deixando o termo indefinido em seus artigos ou ensaios. Kolchin também se opõe a "um dualismo persistente evidente no trabalho dos melhores autores dos estudos de brancura", que muitas vezes afirmam que a branquitude é uma construção social, ao mesmo tempo que argumenta, paradoxalmente, que a branquitude é uma realidade "onipresente e imutável", que existe independentemente da socialização. Kolchin concorda que entrar em um paradigma pós-racial pode ser benéfico para a humanidade, mas ele desafia o tom didático dos estudiosos da braquitude que destacam uma identificação racial branca como negativa, enquanto elogia uma autoidentificação negra, ou asiática. Os estudiosos às vezes solapam seriamente seus argumentos ao interpretar a evidência histórica independente de seu contexto mais amplo (por exemplo, o exame de Karen Brodkin do anti-semitismo americano negligencia amplamente suas raízes no anti-semitismo europeu). Finalmente, Kolchin rejeita categoricamente o argumento - comum entre muitos estudiosos da brquitude - de que o racismo e a brancura são intrínseca e exclusivamente americanos, e ele expressa preocupação com a "crença no vazio moral da brancura [...] há uma linha tênue entre dizer que a brancura é má e dizer que os brancos são maus."

Theodore W. Allen, escritor pioneiro sobre privilégio da pele branca e privilégio branco, da década de 1960 até sua morte em 2005, ofereceu uma revisão crític em On Roediger's Wages of Whiteness (edição revisada). Ele pessoalmente colocou "brancura" entre aspas porque evitou usar o termo. Como Allen explicou,
"é um substantivo abstrato, é uma abstração, é um atributo de algumas pessoas, não é o papel que desempenham. E a raça branca é uma coisa real e objetiva. Não é antropológico, é uma identidade historicamente desenvolvida de europeus americanos e anglo-americanos e por isso tem de ser tratada. Funciona... nesta nossa história e tem que ser reconhecida como tal. . . .para descartá-lo sob o título de 'brancura', para mim parece fugir do trauma básico de identidade da raça branca." :pp. 78 n. 187
Em um debate acadêmico com o pioneiro dos estudos sobre a brancura David Roediger, Eric Kaufmann, um estudioso de demografia política e política de identidade e autor de Whiteshift (que foi criticado por defender a política de identidade branca), critica o campo como um todo, argumentando:
“Os Estudos Brancos apresentam uma série de falhas graves que devem nos levar a questionar se esta abordagem pode continuar a avançar as fronteiras do conhecimento na esfera mais ampla dos estudos étnicos e raciais”.. Essas falhas incluem: 1) um construtivismo que falha em reconhecer os processos cognitivos e sociais que sustentam a 'realidade' social; 2) uma ênfase excessiva nas fronteiras étnicas em oposição às narrativas étnicas, exagerando assim o grau de maleabilidade possível na identidade étnica; 3) uma crença tácita no excepcionalismo branco, que enfatiza exageradamente o caráter ideológico da brancura e diviniza os brancos; 4) uma elisão de etnia e raça dominantes; e 5) um paroquialismo triplo em termos de lugar, horizonte de tempo e o papel da raça nos estudos étnicos."
Kaufmann propõe então, como uma abordagem alternativa ao estudo da identidade branca, o conceito emergente de "etnia dominante", usando a definição de "grupo étnico" de Anthony D. Smith como uma "comunidade humana nomeada e imaginada, muitos dos quais membros acreditam em um mito de ancestralidade e local de origem compartilhados."

## Lista de cursos
- US Race Theory & the Problem of Whiteness, Arizona State University.[5]